# Cereza Rainier
Rainier es un cultivar de la cereza silvestre o dulce –Prunus avium–, que fue desarrollado en la Universidad Estatal de Washington, en el año 1952 por el investigador científico Harold Warman Fogle (1918-2006), e introducida en 1960. La fruta es un cruce entre las variedades de cereza Bing y Van.

## Descripción
A la cereza Rainier generalmente se le describe como cremosa, firme, jugosa y bastante dulce. Sin embargo, es también frágil y tiene una piel delgada que tiende a dañarse fácilmente por las lluvias, el viento, o altas temperaturas. Debido a estas características, el precio de las Rainiers es más alto que el de otras variedades de cereza.
El tono amarillento y claro de la fruta resultó del cruce entre las variedades Bing y Van, las cuales llevaban un gen recesivo. “El atractivo de estos colores contrastantes es lo que las hace destacar en el árbol, y en el mercado minorista. Simplemente es una buena combinación.” Menciona el horticultor y experto en cerezas Matthew Whiting. Otra característica de la fruta es su alto contenido de azúcar y su baja acidez, dándole un sabor dulce de donde recibió el apodo "dulce de árbol".
Los mayores productores de la cereza Rainier en los Estados Unidos son Washington, Oregón, Idaho, y Utah. Se encuentran disponibles en los mercados durante la primavera tardía e inicios del verano, entre los meses de junio y julio.

## Características del cerezo
Los árboles de cereza Rainier suelen medir aproximadamente 3 o 4 metros al madurar, pero pueden ser más altos, y pueden adaptarse a una amplia variedad de suelos. Algunos polinizadores comunes de este árbol frutal son el Cerezo Negro Tartariano, el Cerezo Bing, el Cerezo Stella, y el Cerezo Montmorency.
Generalmente, los cerezos no crecen adecuadamente en zonas donde el clima durante el verano es muy caliente, o donde los inviernos son muy fríos y cortos. Para asegurar una cosecha exitosa de cerezas dulces, se debe asegurar que los árboles estén plantados con suficiente espacio entre sí, ya que de esa manera, las ramas pueden obtener suficiente exposición al sol y desarrollarse a tiempo. Si se planta un cerezo de Rainier, se aconseja regarlo con una manguera de jardinería sobre la base con una técnica de goteo, especialmente durante tiempos de calor y clima seco. Si hay lluvias, es más probable que no sea necesario regarlo más.

## Historia

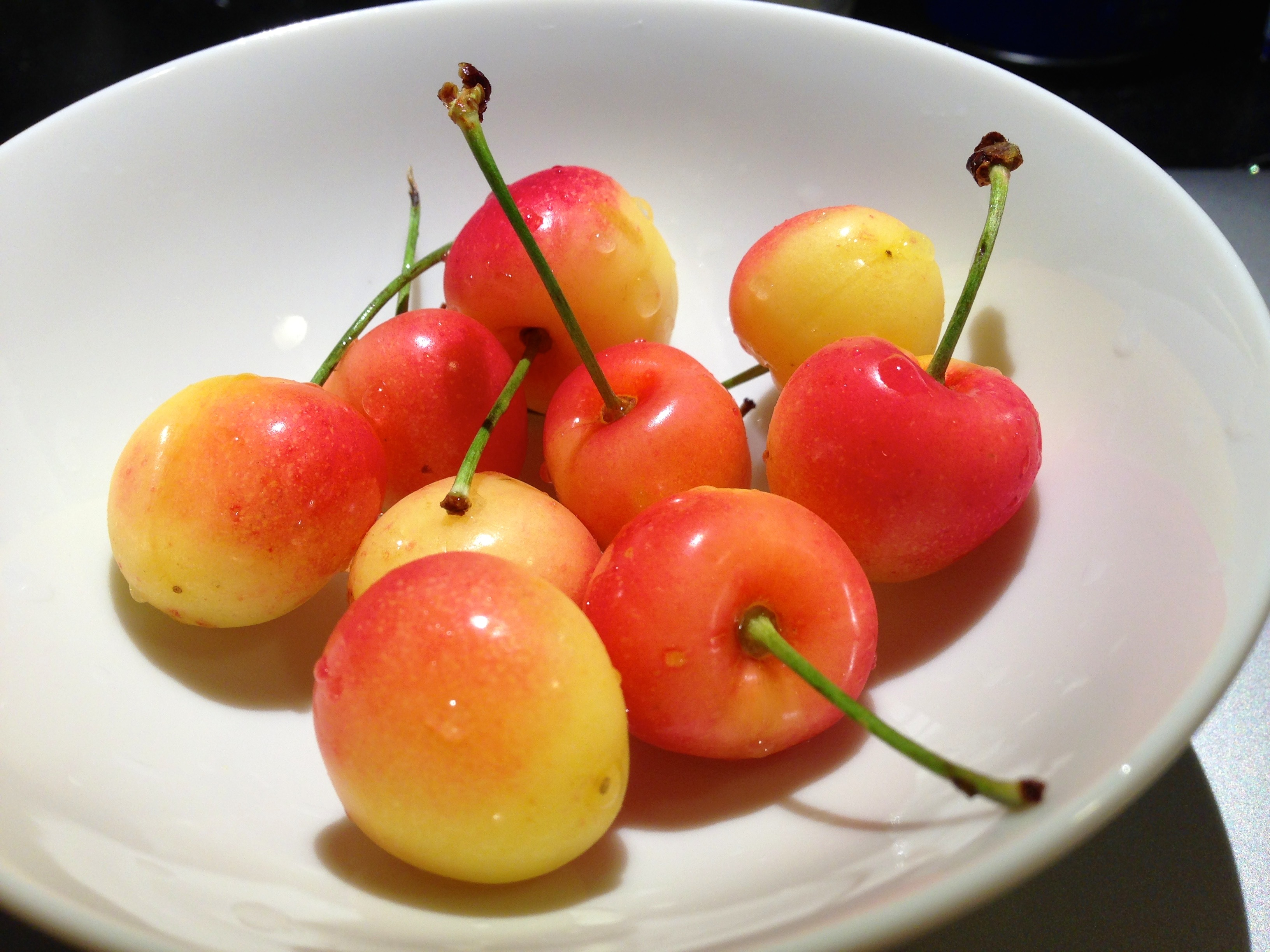
Cerezas Rainier en Seattle.

En 1949, Harold Warman Fogle terminó su doctorado en la West Virginia University. Más adelante, tomó una posición como investigador en el centro de investigación de la WSU (Washington State University) en Prosser, lugar donde finalmente desarrolló la cereza Rainier. Fogle planeaba crear una variedad nueva de la fruta Bing para ayudar a extender la corta temporada de la cereza. Realizó la polinización cruzada entre las cerezas Bing y Van en 1952, y la cereza Rainier fue el resultado de ese experimento. El nuevo cerezo creado, nombrado por el Monte Rainier, fue principalmente vendido como polinizador para fertilizar las flores del árbol de Bing. Hasta los inicios de la década de 1980, las Rainiers eran utilizadas específicamente para fertilizar cultivos, no fue hasta más adelante que comenzaron a ser vendidas en el mercado fresco, y consiguieron popularidad en varios estados, al igual que en otros países.